# Liste der denkmalgeschützten Objekte in Linz-Lustenau

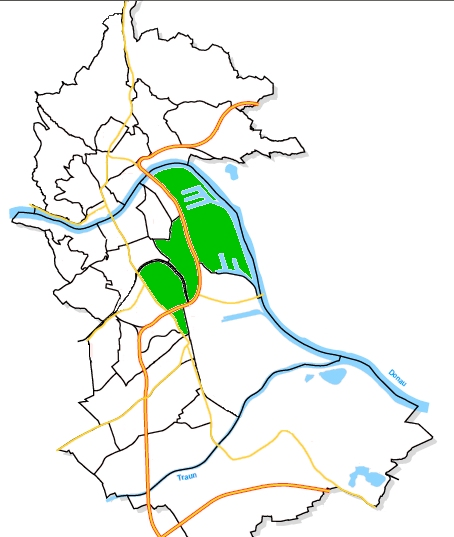
Die Katastralgemeinde Lustenau (grün) innerhalb der Stadt Linz

Die Liste der denkmalgeschützten Objekte in Linz-Lustenau enthält alle 30 denkmalgeschützten, unbeweglichen Objekte der Linzer Katastralgemeinde Lustenau, die dem bis 2013 bestehenden gleichnamigen Stadtteil entspricht. Die Objekte liegen nunmehr in den statistischen Bezirken Franckviertel, Industriegebiet-Hafen, Kaplanhof sowie im östlichen Teil des Bezirks Bulgariplatz (Makartviertel).
Die Zahl hinter dem Vermerk „Linz“, ist die Inventarnummer der Stadt Linz, der Eintrag kann durch das Daraufklicken erreicht werden. Sofern kein anderer Beleg angegeben ist, stammen die Informationen in den Beschreibungstexten von dort.

## Denkmäler
| Foto  |                 | Denkmal                                                                                              | Standort                                                         | Beschreibung | Metadaten |
| ----- | --------------- | --- | ---------------------------------------------------------------- | --- | --- |
| ja    | Datei hochladen | Luftschutzbunker Am Winterhafen HERIS-ID: 95596 Objekt-ID: 110958                                    | Am Winterhafen 19 (Betonbunker) Standort KG: Lustenau            | Der Bunker wurde während des Zweiten Weltkriegs errichtet und ist der oberirdisch sichtbare Teil von Schutzanlagen am Deich zwischen Donau und Winterhafen. Anmerkung: Im Statistischen Bezirk Industriegebiet-Hafen | BDA-Hist.: Q37766545 Status: § 2a Stand der BDA-Liste: 2025-06-30 Name: Luftschutzbunker GstNr.: 1423/10 Bunker Am Winterhafen, Linz-Lustenau                                              |
| ja    | Datei hochladen | Gnadenstuhl HERIS-ID: 110102 Objekt-ID: 127756 Linz: 2156                                            | Bulgariplatz Standort KG: Lustenau                               | Die Säule wurde 1705 von Ignaz Reichhard von Baldegger gestiftet. Sie stand an der Wiener Straße auf Höhe des (nicht mehr bestehenden) Hauses 226, wechselte später aber mehrmals den Standort. Die heutige Erscheinungsform ist nicht ursprünglich, der Sockel ist aber noch original. Am Sockel befindet sich ein Wappenrelief und die Inschrift IR-VB/17-05 (Ignaz Reichhard von Baldegger, 1705). Der Legende nach sollen zum Tode Verurteilte, am Weg zur Richtstätte in Kleinmünchen, bei der Säule eine Gelegenheit zu letzten Reuegebeten gehabt haben. Anmerkung: Im Statistischen Bezirk Bulgariplatz | BDA-Hist.: Q37816990 Status: § 2a Stand der BDA-Liste: 2025-06-30 Name: Gnadenstuhl GstNr.: 1407                                                                                           |
| ja    | Datei hochladen | Ehem. Landwehrkaserne, Conrad-Kaserne HERIS-ID: 38062 Objekt-ID: 37569 Linz: 1859                    | Derfflingerstraße 8, 8a Standort KG: Lustenau                    | Die Zweite und Dritte Landwehrkaserne wurde 1896 im Stil der Neorenaissance erbaut. Es sind zwei dreiflügelige, um einen Hof gruppierte Gebäude. Am überhöhten Mittelrisaliten mit Walmdach zur Derfflingerstraße hin ist auf einem Attikaaufsatz das Erbauungsjahr angeschrieben. Anmerkung: Im Statistischen Bezirk Kaplanhof | BDA-Hist.: Q37978677 Status: § 2a Stand der BDA-Liste: 2025-06-30 Name: Ehem. Landwehrkaserne, Conrad-Kaserne GstNr.: 1113/1                                                               |
| ja    | Datei hochladen | Arbeiter- /Angestelltenwohnhausanlage HERIS-ID: 79700 Objekt-ID: 93396 Linz: 1911                    | Franckstraße 38, 38a, 38b, 38c Standort KG: Lustenau             | Die beiden ähnlichen, wenngleich in Details unterschiedlichen Häusern wurden 1907 von Ernst Friedrich Hillbrand erbaut. Die langgestreckten Bauten weisen an der Längsfront Seitenrisaliten auf, aus denen an der Seitenfront Vorsprünge mit Loggien hervortreten. Anmerkung: Im Statistischen Bezirk Franckviertel | BDA-Hist.: Q38171819 Status: § 2a Stand der BDA-Liste: 2025-06-30 Name: Arbeiter- /Angestelltenwohnhausanlage GstNr.: 744/2 Wohnhausanlage Franckstraße 38                                 |
| ja    | Datei hochladen | Kommunaler Wohnbau HERIS-ID: 81761 Objekt-ID: 95547                                                  | Franckstraße 50-66, gerade Hausnummern Standort KG: Lustenau     | Die drei langgestreckten Häuser stammen von Curt Kühne aus dem Jahr 1927 und sind mit dem vierten Bau auf Nr. 72–76 gestalterisch identisch. Die leicht hervortretenden Stiegenhäuser, die Gebäudeecken sowie die Begrenzungen der Hauseinheiten sind mit Klinker ausgekleidet, an den Schmalseiten ist geometrischer Putzdekor angebracht, auch die Dachuntersicht ist geometrisch dekoriert. Anmerkung: Im Statistischen Bezirk Franckviertel | BDA-Hist.: Q38176593 Status: § 2a Stand der BDA-Liste: 2025-06-30 Name: Kommunaler Wohnbau GstNr.: 413/20, 413/26 Kommunaler Wohnbau, Franckstraße 50–66 (Linz)                            |
| ja    | Datei hochladen | Volkshaus Franckviertel HERIS-ID: 78466 Objekt-ID: 92128 Linz: 1905                                  | Franckstraße 68, 70 Standort KG: Lustenau                        | Das Volkshaus wurde 1929 von Curt Kühne erbaut. Von der Mittelrotunde mit laternenartigem Aufsatz gehen zwei Seitenflügel mit abwechslungsreicher Fensterordnung und Klinker als Dekorelement weg. Anmerkung: Im Statistischen Bezirk Franckviertel | BDA-Hist.: Q38152277 Status: § 2a Stand der BDA-Liste: 2025-06-30 Name: Volkshaus Franckviertel GstNr.: 418/38, 418/20 Volkshaus Franckviertel                                             |
| ja    | Datei hochladen | Kommunaler Wohnbau HERIS-ID: 110130 Objekt-ID: 127785 Linz: 3045                                     | Franckstraße 72, 74, 76 Standort KG: Lustenau                    | Das langgestreckte Gebäude ist gleich wie die drei auf Nr. 50–66 gestaltet, wurde allerdings erst 1928 fertiggestellt. Anmerkung: Im Statistischen Bezirk Franckviertel | BDA-Hist.: Q37817313 Status: § 2a Stand der BDA-Liste: 2025-06-30 Name: Kommunaler Wohnbau GstNr.: 418/46                                                                                  |
| ja    | Datei hochladen | St. Barbara-Friedhof HERIS-ID: 52335 Objekt-ID: 58945                                                | Friedhofstraße 1 Standort KG: Lustenau                           | Der Friedhof wurde nach 1786 neu angelegt, als die Friedhöfe im Stadtbereich aufgelassen werden mussten und fungiert seither als Linzer Hauptfriedhof. Das Totengräberhaus stammt aus der Zeit um 1790. Am nördlichen Ende des Hauptweges befindet sich die Aufbahrungshalle aus dem Jahr 1840. Am Südosteck wurde 2002 eine barocke Kapelle (die Auferstehungskapelle) nach alten Plänen und Fotos neu errichtet, die 1956 abgetragen worden war. Anmerkung: Im Statistischen Bezirk Bulgariplatz | BDA-Hist.: Q2317440 Status: § 2a Stand der BDA-Liste: 2025-06-30 Name: St. Barbara-Friedhof GstNr.: 763/5, 1572/1, 1572/2, 1572/3, 1577, 1578/2, 762/1 St. Barbara-Friedhof, Linz-Lustenau |
| ja    | Datei hochladen | Poche-Gruft HERIS-ID: 40601 Objekt-ID: 40570                                                         | Friedhofstraße 1 Standort KG: Lustenau                           | Anmerkung: Im Statistischen Bezirk Bulgariplatz | BDA-Hist.: Q37995450 Status: Bescheid Stand der BDA-Liste: 2025-06-30 Name: Poche-Gruft GstNr.: 1577 Poche-Gruft (St. Barbara-Friedhof)                                                    |
| ja    | Datei hochladen | Saxinger-Gruft HERIS-ID: 40599 Objekt-ID: 40568                                                      | Friedhofstraße 1 Standort KG: Lustenau                           | Anmerkung: Im Statistischen Bezirk Bulgariplatz | BDA-Hist.: Q37995417 Status: Bescheid Stand der BDA-Liste: 2025-06-30 Name: Saxinger-Gruft GstNr.: 1572/2 Saxinger-Gruft (St. Barbara-Friedhof)                                            |
| ja    | Datei hochladen | Smutny-Stieger-Gruft HERIS-ID: 40602 Objekt-ID: 40571                                                | Friedhofstraße 1 Standort KG: Lustenau                           | Anmerkung: Im Statistischen Bezirk Bulgariplatz | BDA-Hist.: Q37995459 Status: Bescheid Stand der BDA-Liste: 2025-06-30 Name: Smutny-Stieger-Gruft GstNr.: 1572/2 Smutny-Stieger-Gruft (St. Barbara-Friedhof)                                |
| ja    | Datei hochladen | Tscherne-Gruft HERIS-ID: 40600 Objekt-ID: 40569                                                      | Friedhofstraße 1 Standort KG: Lustenau                           | Anmerkung: Im Statistischen Bezirk Bulgariplatz | BDA-Hist.: Q37995431 Status: Bescheid Stand der BDA-Liste: 2025-06-30 Name: Tscherne-Gruft GstNr.: 1577 Tscherne-Gruft (St. Barbara-Friedhof)                                              |
| ja    | Datei hochladen | Wimhölzel-Gruft HERIS-ID: 40598 Objekt-ID: 40567                                                     | Friedhofstraße 1 Standort KG: Lustenau                           | Die Gruft in neugotischen Formen wurde nach 1900 für Johann Evangelist Wimhölzel und dessen Angehörige erbaut. Anmerkung: Im Statistischen Bezirk Bulgariplatz | BDA-Hist.: Q37995405 Status: Bescheid Stand der BDA-Liste: 2025-06-30 Name: Wimhölzel-Gruft GstNr.: 1572/2 Wimhölzel-Gruft (St. Barbara-Friedhof)                                          |
| ja    | Datei hochladen | Kath. Pfarrkirche, Don-Bosco-Kirche HERIS-ID: 52339 Objekt-ID: 58949 Linz: 578                       | Fröbelstraße 30 Standort KG: Lustenau                            | Die Kirche wurde gemeinsam mit dem Kloster 1928 von Matthäus Schlager erbaut. Sie ist ein langgestreckter Bau mit Satteldach und an der Vorderseite angestellten rechteckigen Türmen. Anmerkung: Im Statistischen Bezirk Franckviertel | BDA-Hist.: Q24050059 Status: § 2a Stand der BDA-Liste: 2025-06-30 Name: Kath. Pfarrkirche, Don-Bosco-Kirche GstNr.: 431/2                                                                  |
| ja    | Datei hochladen | Füchselgutsiedlung, Wohnanlage Phönix HERIS-ID: 76769 Objekt-ID: 90363 Linz: 1919                    | Füchselstraße 21, 23 Standort KG: Lustenau                       | Der Kern der später mehrfach erweiterten Siedlung Füchselfeld besteht aus fünf Häusern, die 1927 von Curt Kühne erbaut wurden. In der Gestaltung gleichen sie den Arbeiterhäusern in der Sintstraße. 1936 wurden drei schmale Verbindungsbauten zwischen jeweils zwei Häusern errichtet. Anmerkung: Im Statistischen Bezirk Franckviertel | BDA-Hist.: Q38145863 Status: § 2a Stand der BDA-Liste: 2025-06-30 Name: Füchselgutsiedlung, Wohnanlage Phönix GstNr.: 419/28, 418/51                                                       |
| ja    | Datei hochladen | Wehrturm 25 HERIS-ID: 62679 Objekt-ID: 75252 Linz: 2146                                              | Gallanderstraße 15 Standort KG: Lustenau                         | Normalturm der Turmbefestigung Linz Anmerkung: Im Statistischen Bezirk Kaplanhof | BDA-Hist.: Q38100812 Status: Bescheid Stand der BDA-Liste: 2025-06-30 Name: Wehrturm 25 GstNr.: 1184/4 Wehrturm 25 (Linz)                                                                  |
| ja    | Datei hochladen | Ehem. Kaufleitnergründe HERIS-ID: 82195 Objekt-ID: 96009                                             | Garnisonstraße 27–49, ungerade Hausnummern Standort KG: Lustenau | Diese kommunale Wohnhausanlage stammt aus dem Jahr 1925 von Curt Kühne und besteht aus zweimal fünf Gebäudeeinheiten auf zwei Parzellen, die teilweise mit Schwibbögen verbunden sind. Die Stiegenhäuser und die Erdgeschoßfenster der beiden Mittelhäuser werden mit Klinkerdekoration hervorgehoben. Anmerkung: Im Statistischen Bezirk Franckviertel | BDA-Hist.: Q38177819 Status: § 2a Stand der BDA-Liste: 2025-06-30 Name: Ehem. Kaufleitnergründe GstNr.: 798/24, 800/26 Wohnhausanlage Kaufleitnergründe                                    |
| ja    | Datei hochladen | Diesterwegschule mit Turnhalle HERIS-ID: 52338 Objekt-ID: 58948 Linz: 1979                           | Khevenhüllerstraße 3 Standort KG: Lustenau                       | Das Schulgebäude wurde 1931 nach Plänen von Architekt Curt Kühne errichtet. Im Zentrum des kreuzförmigen Grundrisses befindet sich ein 39 Meter hoher Uhrturm. Anmerkung: Im Statistischen Bezirk Kaplanhof | BDA-Hist.: Q38050730 Status: § 2a Stand der BDA-Liste: 2025-06-30 Name: Diesterwegschule mit Turnhalle GstNr.: 1584/1 Diesterwegschule (Linz)                                              |
| ja    | Datei hochladen | Hort HERIS-ID: 78582 Objekt-ID: 92244 Linz: 1980                                                     | Khevenhüllerstraße 19 Standort KG: Lustenau                      | Das Wohn- und Geschäftshaus mit sparsamem Dekor wurde 1906 erbaut. Anmerkung: Im Statistischen Bezirk Kaplanhof | BDA-Hist.: Q38152418 Status: § 2a Stand der BDA-Liste: 2025-06-30 Name: Hort GstNr.: 1586                                                                                                  |
| ja    | Datei hochladen | Kath. Pfarrkirche Herz-Jesu HERIS-ID: 79688 Objekt-ID: 93383 Linz: 587                               | Lissagasse 2 Standort KG: Lustenau                               | Die Kirche an der Straßenecke Wienerstraße/Lissagasse ist eine romanische Stilkopie in Form einer dreischiffigen Basilika und wurde als Teil des Redemptoristen-Klosters von 1901 bis 1903 nach einem Entwurf des Architekten Raimund Jeblinger errichtet. Seit 1908 ist die Herz-Jesu-Kirche eine Pfarrkirche und wurde mit 15. Oktober 2009 unter Denkmalschutz gestellt. Anmerkung: Im Statistischen Bezirk Bulgariplatz | BDA-Hist.: Q24175714 Status: § 2a Stand der BDA-Liste: 2025-06-30 Name: Kath. Pfarrkirche Herz-Jesu GstNr.: 8 Herz-Jesu-Kirche (Linz)                                                      |
| ja    | Datei hochladen | Pfarrhof Herz Jesu HERIS-ID: 79701 Objekt-ID: 93397 Linz: 2122                                       | Lissagasse 4 Standort KG: Lustenau                               | Der Pfarrhof mit romanisierenden Dekorformen und Dreiecksgiebel wurde gemeinsam mit der Kirche erbaut. Anmerkung: Im Statistischen Bezirk Bulgariplatz | BDA-Hist.: Q38171830 Status: § 2a Stand der BDA-Liste: 2025-06-30 Name: Pfarrhof Herz Jesu GstNr.: 10 Pfarrhof Herz Jesu (Linz)                                                            |
| ja    | Datei hochladen | Gewerbliche Berufsschule, Berufsschule III HERIS-ID: 82825 Objekt-ID: 96674 Linz: 2125               | Makartstraße 3 Standort KG: Lustenau                             | Das Gebäude wurde 1924 von Wilhelm Teichtmeister als Direktionsgebäude der Lokomotivfabrik Krauß & Comp. erbaut und wird seit der Nachkriegszeit als Berufsschule genutzt. Es ist ein mächtiger dreigeschoßiger Baukörper mit Walmdach und ausgebautem Dachgeschoß. Anmerkung: Im Statistischen Bezirk Bulgariplatz | BDA-Hist.: Q38179390 Status: § 2a Stand der BDA-Liste: 2025-06-30 Name: Gewerbliche Berufsschule, Berufsschule III GstNr.: 1397/4                                                          |
| ja    | Datei hochladen | Landesfeuerwehrschule, ehem. Permanganatfabrik HERIS-ID: 109933 Objekt-ID: 127578 Linz: 1987         | Petzoldstraße 43 Standort KG: Lustenau                           | Die Fabriksanlage wurde 1920 von Julius Schulte erbaut und hat die Form verschieden großer ineinander verschachtelter Kuben. Anmerkung: Im Statistischen Bezirk Kaplanhof | BDA-Hist.: Q37816118 Status: § 2a Stand der BDA-Liste: 2025-06-30 Name: Landesfeuerwehrschule, ehem. Permanganatfabrik GstNr.: 1099/8 Landesfeuerwehrschule Linz                           |
| ja    | Datei hochladen | Villa Poschacher/ehem. Gabrielenhof mit Portalanlage HERIS-ID: 83238 Objekt-ID: 97111 Linz: 2187     | Poschacherstraße 26 Standort KG: Lustenau                        | Die Industriellenvilla für die Besitzer der Poschacher Brauerei entstand um 1840, indem Johann Metz einen Bauernhof in ein Landgut umbaute. 1859 wurden Nebengebäude angefügt, seit dieser Zeit ist der Name Gabrielenhof in Gebrauch. Ihre späthistoristische Erscheinung verdankt die Villa Umbauten aus den 1890ern sowie 1902, wo auch der Turm hinzugefügt wurde. Anmerkung: Im Statistischen Bezirk Bulgariplatz | BDA-Hist.: Q2105580 Status: Bescheid Stand der BDA-Liste: 2025-06-30 Name: Villa Poschacher/ehem. Gabrielenhof mit Portalanlage GstNr.: 450/3 Poschacher Villa (Linz)                      |
| ja    | Datei hochladen | Serbisch-orthodoxe Kirche, ehem. Pfarrkirche hl. Severin HERIS-ID: 52342 Objekt-ID: 58952 Linz: 1929 | Posthofstraße 41 Standort KG: Lustenau                           | Die Kirche wurde 1935 von Hans Feichtlbauer als Kirche St. Severin erbaut und 1991 von der Serbisch-orthodoxen Glaubensgemeinschaft übernommen. Sie ist ein einschiffiger Bau mit Chorturm. Anmerkung: Im Statistischen Bezirk Kaplanhof | BDA-Hist.: Q31142247 Status: § 2a Stand der BDA-Liste: 2025-06-30 Name: Serbisch-orthodoxe Kirche, ehem. Pfarrkirche hl. Severin GstNr.: 1175/119                                          |
| ja BW | Datei hochladen | Posthof (Posthof I) HERIS-ID: 78510 Objekt-ID: 92172 Linz: 1991                                      | Posthofstraße 43 Standort KG: Lustenau                           | Im 13. Jahrhundert wurde der Bau erstmals erwähnt, im 16. Jahrhundert kam es in den Besitz des Linzer Postverwalters Josef Ignaz Gross von Ehrenstein und wurde in der Folge „Posthof“ genannt. 1984 wurde das zweigeschoßige U-förmige Hauptgebäude als Zentrum der Zeitkultur am Hafen adaptiert und 1990 südseitig mit einem modernen Glasbau (Posthof II) erweitert. Anmerkung: Im Statistischen Bezirk Kaplanhof | BDA-Hist.: Q125025251 Status: § 2a Stand der BDA-Liste: 2025-06-30 Name: Posthof (Posthof I) GstNr.: 1096 Posthof (Linz)                                                                   |
| ja    | Datei hochladen | Grillparzerschule und ehem. Raimundschule HERIS-ID: 78547 Objekt-ID: 92209 Linz: 2193                | Raimundstraße 17 Standort KG: Lustenau                           | Die Grillparzerschule entstand 1905 durch den Umbau einer Nähmaschinenfabrik, die Raimundschule 1912 als deren Anbau durch Julius Schulte. Repräsentativ ist der Eingang in der Raimundstraße, der durch Riesen-Mauerstreifen gegliedert ist und Büsten bedeutender Oberösterreicher (Anton Bruckner, Alois Greil, Carl Adam Kaltenbrunner und Johannes Kepler) auf Achtkantsockeln aufweist. Anmerkung: Im Statistischen Bezirk Bulgariplatz | BDA-Hist.: Q38152384 Status: § 2a Stand der BDA-Liste: 2025-06-30 Name: Grillparzerschule und ehem. Raimundschule GstNr.: 119 Grillparzerschule/ Raimundschule                             |
| ja    | Datei hochladen | Wohnanlage Sintstraße HERIS-ID: 52340 Objekt-ID: 58950 Linz: 1999seit 2013                           | Sintstraße 3–37, unger. Nr. Standort KG: Lustenau                | Das Ensemble besteht aus 18 Arbeiterhäusern, die 1927 von Kurt Kühne erbaut wurden. Sie zeigen an den risalitartig hervortretenden Stiegenhäusern expressionistische Formen mit Klinkerverkleidung als Dekor. Sie sind auch ein Zeugnis der Linzer Arbeiterkultur der Zwischenkriegszeit. Anmerkung: Im Statistischen Bezirk Kaplannhof | BDA-Hist.: Q38050750 Status: Bescheid Stand der BDA-Liste: 2025-06-30 Name: Wohnanlage Sintstraße GstNr.: 1285/23, 1285/1, 1285/22 Arbeiterhäuser Sintstraße                               |
| ja    | Datei hochladen | Pavillon HERIS-ID: 207483seit 2023                                                                   | Stieglbauernstraße 10 Standort KG: Lustenau                      | Der ehemalige Konsum-Pavillon in den Nachkriegsteilen der Wimhölzel-Siedlung wurde 1966 nach Plänen von Otto Schindler errichtet. Anmerkung: Im Statistischen Bezirk Franckviertel | BDA-Hist.: Q119231403 Status: Bescheid Stand der BDA-Liste: 2025-06-30 Name: Pavillon GstNr.: 781/125                                                                                      |
| ja    | Datei hochladen | Wimhölzl-Hinterland Wohnhausanlage HERIS-ID: 89194 Objekt-ID: 103810 Linz: 2020                      | Wimhölzelstraße 21-37, ungerade Nummern Standort KG: Lustenau    | Die Wohnhausanlage Wimhölzel-Hinterland wurde ab 1922 nach dem Plan des Architekten Curt Kühne erbaut. Der erste Teil wurde 1925 fertiggestellt. Die Bautätigkeit umfasst mehrere Phasen bis in die 1950er-Jahre. Die Anlage hat ob ihrer langen Entstehungsgeschichte ein uneinheitliches Erscheinungsbild. Der denkmalgeschützte Erstbau entlang der Wimhölzelstraße ist als Schaufront mit einschwingendem Mitteltrakt ausgebildet. Er hat eine reiche Fassadengliederung durch Erker, unterschiedliche Fensterformen und -größen sowie eine zarte Putzgliederung. Die Dachzone ist durch hohe Giebel- und Gaupenaufbauten in expressionistisch geschweiften Formen gekennzeichnet. Anmerkung: Identadressen Helletzgruberstraße 18–34 (gerade Nummern) Im Statistischen Bezirk Franckviertel | BDA-Hist.: Q37732455 Status: Bescheid Stand der BDA-Liste: 2025-06-30 Name: Wimhölzl-Hinterland Wohnhausanlage GstNr.: 741/12, 741/33, 741/36 Siedlung Wimhölzel-Hinterland                |

## Ehemalige Denkmäler
| Foto |                 | Denkmal                                                                   | Standort                                             | Beschreibung                                           | Metadaten |
| ---- | --------------- | ------------------------------------------------------------------------- | ---------------------------------------------------- | ------------------------------------------------------ | --- |
| ja   | Datei hochladen | Wimhölzl-Hinterland-Verbauung, Hittmairsiedlung Objekt-ID: 103814bis 2019 | Hittmairstraße 16-66, ger. Nr. Standort KG: Lustenau | Der Teil der Siedlung stammt aus der Erweiterung 1939. | BDA-Hist.: Q37732478 Status: § 2a Stand der BDA-Liste: 2019-01-23 Name: Wimhölzl-Hinterland-Verbauung, Hittmairsiedlung GstNr.: 781/13, 781/33, 781/36, 781/51, 781/53, 781/38, 781/41, 781/43, 781/48, 781/84, 781/87, 781/89, 781/92, 781/98, 781/103, 781/104, 781/65, 781/69, 781/120 Siedlung Wimhölzel-Hinterland |